# Podemos Navarra
Podemos Navarra es la organización de Podemos en la comunidad de Navarra. Tiene presencia en el Parlamento de Navarra y en el Congreso de los Diputados, y forma parte del Gobierno de Navarra.

## Organización
La organización del partido surge de los documentos aprobados en la tercera Asamblea Ciudadana Estatal de Podemos, también conocida como Vistalegre III, en 2020. Consta de:
- Asamblea Ciudadana Autonómica.
- Consejo Ciudadano Autonómico.
- Coordinación Autonómica.
- Consejo de Coordinación Autonómico.
- Comisión de Garantías Democráticas Autonómica.

Además, la representatividad de los círculos (base de la militancia del partido) se da a través del consejo de círculos, la red de círculos o su presencia en el Consejo Ciudadano Autonómico.

## Resultados electorales

### Congreso de los Diputados
| Congreso de los Diputados |                |         |   |          |        |        |                  |
| Elecciones                | Candidatura    | Escaños | ± | Posición | Votos  | %      | Candidato        |
| 2015                      | Podemos        | 2/5     | = | 2.ª      | 80.961 | 22,99% | Ione Belarra     |
| 2016                      | Unidos Podemos | 2/5     | = | 2.ª      | 94.555 | 28,33% | Ione Belarra     |
| 2019 I                    | Unidas Podemos | 1/5     | 1 | 3.ª      | 68.168 | 18,66% | Ione Belarra     |
| 2019 II                   | Unidas Podemos | 1/5     | = | 4.ª      | 55.498 | 16,74% | Ione Belarra     |
| 2023                      | Sumar          | 0/5     | 1 | 5.ª      | 43.564 | 12,85% | Idoia Villanueva |

### Parlamento de Navarra
| Parlamento de Navarra |         |   |          |        |        |                      |                                                                                        |
| Elecciones            | Escaños | ± | Posición | Votos  | %      | Candidato            | Notas                                                                                  |
| 2015                  | 7/50    | = | 4.ª      | 45.848 | 13,71% | Laura Pérez          |                                                                                        |
| 2019                  | 2/50    | 5 | 5.ª      | 16.124 | 4,74%  | Mikel Buil           |                                                                                        |
| 2023                  | 3/50    | = | 6.ª      | 19.539 | 6,08%  | Begoña Alfaro García | Dentro de Contigo Navarra-Zurekin Nafarroa, 2 de los 3 diputados pertenecen a Podemos. |